# Stanisław Długosz (wicewojewoda)
Stanisław Marek Długosz (ur. 1958) – polski polityk i menedżer, w latach 2003–2005 wicewojewoda podkarpacki.

## Życiorys
Ukończył studia z administracji na Wydziale Prawa i Administracji Uniwersytetu Marii Curie-Skłodowskiej w Lublinie (filia w Rzeszowie). Od 1983 pracował w Centrali Produktów Naftowych i później PKN Orlen. W 2000 został dyrektorem podległej mu spółki Orlen Transport w Rzeszowie.
Zaangażował się w działalność polityczną w ramach Unii Pracy, został szefem jej struktur w województwie podkarpackim. W 1993, 1997 i 2001 bez powodzenia kandydował do Sejmu (z list UP, a w 2001 z koalicji SLD-UP). 3 czerwca 2003 został powołany na stanowisko wicewojewody podkarpackiego (od 2004 pierwszego po powołaniu Franciszka Wosia). Zakończył pełnienie funkcji pod koniec 2005. W tym samym roku bez powodzenia startował do parlamentu z listy Socjaldemokracji Polskiej (w ramach porozumienia z UP), a w 2006 – do rzeszowskiej rady miejskiej z ramienia Lewicy i Demokratów. Później przez około 10 lat kierował biurem kontroli w Urzędzie Miejskim w Rzeszowie.